# George Hotz
George Francis Hotz, apelidado geohot, million75 ou simplesmente mil, é um hacker, engenheiro de software e empresário estadunidense conhecido por ter trabalhado com outras pessoas para desbloquear o iPhone, permitindo que o aparelho fosse usado com outras operadoras, diferente da intenção da Apple em disponibilizar para seus clientes apenas o uso com a AT&T. Hotz também criou um método de Jailbreak e desenvolveu um método de crackear o PlayStation 3.
Hotz disponibilizou ferramentas capazes de assinar digitalmente softwares (homebrews) para rodar no Playstation 3 e também um software capaz de desbloquear PS3s com o firmware 3.55, no qual podem rodar os softwares assinados com suas ferramentas. A presença da assinatura faz o console pensar que o programa foi autorizado pela Sony, da mesma forma que uma assinatura manuscrita autentica um cheque ou contrato.
Atualmente Hotz vem trabalhando em sua empresa de machine learning para automação de veículos, chamada comma.ai e em um projeto de uma framework de deep learning, chamado tinygrad.

## O caso da Sony
Hotz e outros membros do grupo hacker conhecido como "fail0verflow" enfrentaram um processo da empresa Sony por terem distribuído publicamente uma ferramenta que permite alterar a chave de criptografia do Playstation 3, possibilitando a execução de homebrews, que são softwares com assinatura não-original. Dentre as aplicações desta ferramenta que desbloqueia o PlayStation 3. Para impossibilitar esta vulnerabilidade, a empresa decidiu remover a funcionabilidade "OtherOS", que era a porta de entrada para o desbloqueio.